# 연하곤란
연하곤란(嚥下困難, dysphagia) 또는 삼킴장애는 음식물이 구강에서 식도로 넘어가는 과정에 문제가 생겨 음식을 원활히 혹은 완전히 섭취할 수 없는 증상을 의미한다. 삼키기 장애로 이해될 수 있다. 연하곤란은 소화관 상부에 병변이 생겼거나 기계적으로 막혀서, 또는 삼키는 동작에 필요한 신경이나 근육이 잘 조절되지 않아 발생하며, 식도가 막히는 것이 연하곤란의 가장 흔한 원인으로 흔히 삼킬 때 통증이 있다. 식도협착(食道狹窄)·종양·이물질 등이 보편적인 연하곤란의 원인이며, 한편 뇌 손상에 의한 후두개반사 저하가 원인이 되기도 한다. 연하곤란으로 인해 음식물이 기도로 넘어가는 흡인 현상이 일어날 경우 폐렴 및 질식을 일으킬 수 있어 위험하다.

## 연하곤란을 나타낼 수 있는 질환
- 뇌졸중을 비롯한 뇌 질환
- 외상성 뇌 쇼크
- 뇌성마비
- 척수염
- 식도종양이나 식도 폐색
- 흡인 장애
- 두위나 목의 암 수술 후
- 파킨슨 병
- 알츠하이머 병
- 근 소실증
- 근 무력증

## 연하곤란 환자를 위한 식사 지침
- 밀도가 일정한 음식을 제공한다.
- 적당한 점도가 있는 음식을 제공하되, 끈끈하여 점막에 달라붙는 음식은 피한다.
- 딱딱한 음식은 먹기 어려우므로 되도록 제공하지 않는다.
- 구강이나 인두를 통과할 때 변형이 용이한 음식을 제공한다.
- 되직한 액체의 형태로 음식을 제공한다.
- 너무 맑은 물이나 액체는 오히려 기도로 유입될 위험이 높으므로 피한다.

## 참고 문헌
- 이기완 외, <<식사요법>>, 수학사, 2009